# Landschaftsschutzgebiet Offene Kulturlandschaft (Lichtenau)
Das Landschaftsschutzgebiet Offene Kulturlandschaft liegt im Stadtgebiet von Lichtenau im Kreis Paderborn. Das Landschaftsschutzgebiet (LSG) wurde 2014 vom Kreistag mit dem Landschaftsplan Lichtenau ausgewiesen. Das LSG grenzt teils direkt an den Hochsauerlandkreis. Das LSG besteht aus 30 Teilflächen von sehr unterschiedlicher Flächengröße.

## Beschreibung
Das LSG umfasst Teile der Landschaft im Bereich der Paderborner Hochfläche und des südlichen Eggegebirges. Es handelt sich vorwiegend um Ackerflächen und nachgeordnet Grünland. Die Gliederung des LSG erfolgt vor allem durch Baumreihen und Hecken. 
Standortfremde Gehölze sollen nach dem Hieb durch standortgerechte, heimische Laubgehölze ersetzt werden. Quellen, Bäche und Gräben sowie die Sohlen der Trockentäler sollen durch ausreichend breite Pufferzonen vor Trittschäden, Verschmutzung und Nährstoffeintrag geschützt werden. Erdfälle, Geländekanten und natürliche Senken innerhalb von landwirtschaftlichen Nutzflächen sind zu erhalten. Fischteichanlagen nach Ablauf der bestehenden Erlaubnis zurückzubauen oder so umzugestalten, dass die ökologische Durchgängigkeit der Fließgewässer wiederhergestellt ist.